# Свіниця (притока Бебрави)
Свіниця (словац. Svinica) — річка в Словаччині, права притока Бебрави, протікає в округах Тренчин і Бановці-над-Бебравою.
Довжина — 21 км.
Бере початок в масиві Повазький Іновець на висоті 850 метрів. Протікає селом Свінна. Впадають Граднянський потік;  Ціпец; Свінянський потік і Світавський потік.
Впадає у Бебраву біля міста Бановці-над-Бебравою.